# Campeonato Tocantinense 2015
In 2015 werd het 23ste Campeonato Tocantinense gespeeld voor voetbalclubs uit de Braziliaanse staat Tocantins. De competitie werd georganiseerd door de FTF en werd gespeeld van 7 maart tot 7 juni. Tocantinópolis werd kampioen.

## Eerste fase
| Plaats | Club                  | Wed. | W | G | V | Saldo | Ptn. |
| ------ | --------------------- | ---- | - | - | - | ----- | ---- |
| 1.     | Tocantinópolis        | 14   | 7 | 5 | 2 | 19:12 | 26   |
| 2.     | Interporto            | 14   | 6 | 5 | 3 | 25:23 | 23   |
| 3.     | Palmas                | 14   | 7 | 1 | 6 | 23:17 | 22   |
| 4.     | Gurupi                | 14   | 6 | 3 | 5 | 19:15 | 21   |
| 5.     | Paraíso               | 14   | 5 | 5 | 4 | 19:16 | 20   |
| 6.     | Araguaína             | 14   | 5 | 3 | 6 | 18:21 | 18   |
| 7.     | Tocantins de Miracema | 14   | 4 | 2 | 8 | 23:33 | 14   |
| 8.     | Guaraí                | 14   | 3 | 2 | 9 | 20:29 | 11   |

|  | Gekwalificeerd voor tweede fase |
|  | Degradatie                      |

## Tweede fase
In geval van gelijkspel gaat de best geplaatste uit de groepsfase door. 
|  | Halve finale   | Halve finale | Halve finale |   |                | Finale | Finale | Finale |
|  |                |              |              |   |                |        |        |        |
|  | Tocantinópolis | 0            | 1            |   |                |        |        |        |
|  | Gurupi         | 2            | 1            |   |                |        |        |        |
|  | Gurupi         | 2            | 1            |   | Tocantinópolis | 0      | 0      |        |
|  |                |              |              |   | Tocantinópolis | 0      | 0      |        |
|  |                | Interporto   | 0            | 0 |                |        |        |        |
|  | Interporto     | Interporto   | 0            | 0 | 1              | 0      |        |        |
|  | Interporto     |              |              |   | 1              | 0      |        |        |
|  | Palmas         | 0            | 1            |   |                |        |        |        |

### Kampioen
| Campeonato Tocantinense de 2015    |
| Tocantins                          |
| ---------------------------------- |
| TOCANTINÓPOLIS Kampioen (3° titel) |